# Leptomiza calcearia
Leptomiza calcearia là một loài bướm đêm trong họ Geometridae.

## Hình ảnh

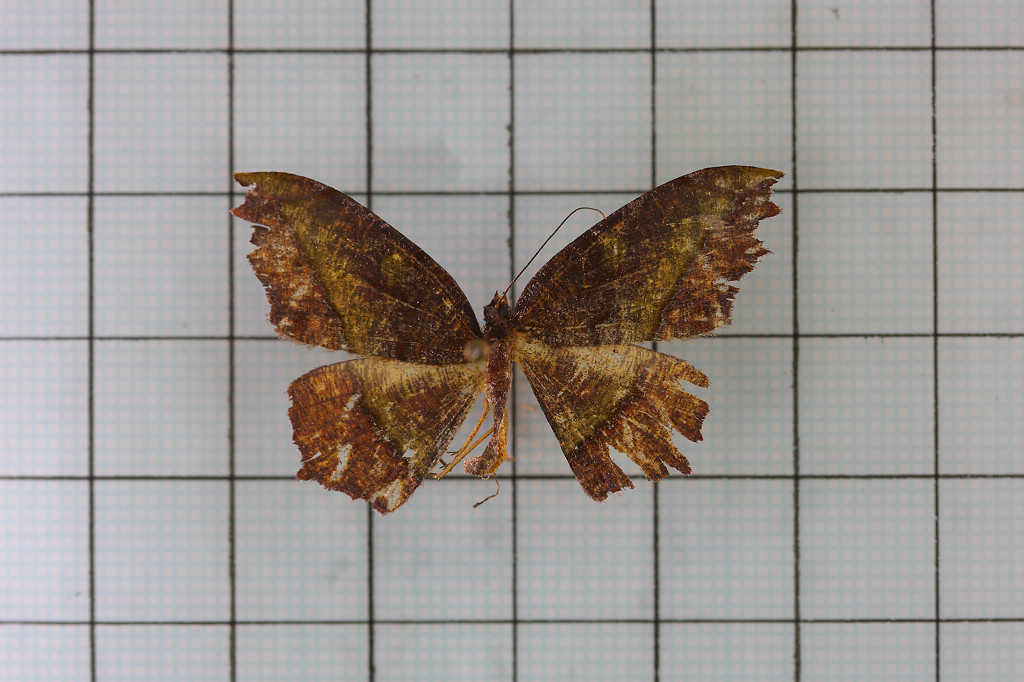